# BEM
BEM fue un semiprozine de ciencia ficción española, que publicó desde 1990 hasta 2000, editado por Interface Grupo Editor, grupo formado por José Luis González, Pedro Jorge Romero, Ricard de la Casa y  Joan Manel Ortiz. Se llegaron a publicar 75 números, Fue Ganador del Premio Spirit of Dedication en la EuroCon de Jersey de 1993 y obtuvo el premio Ignotus a la mejor revista desde el año 1994 a 1998 consecutivamente, siendo finalista todos los años durante su existencia, sin contar con el sinfín de premios que obtuvieron los relatos, portadas y artículos publicados en sus páginas. Recibió también el Premio Gigamesh al mejor fanzine en los años 1991, 92/94 (compartido), 1995, 1996 (compartido con Parsifal), 1997 (compartido con Ad Astra), 1998 (compartido con Ad Astra y Artifex), 1999 y 2000.
El nacimiento de BEM se gestó en la WorldCon de La Haya, en 1990, obra de Pedro Jorge Romero y Ricard de la Casa. En 1991 se les añadió Joan Manel Ortiz y un par de años más tarde, José Luis González y fue la primera revista mensual de ciencia ficción española en la que sus editores vivían en sitios tan dispersos como las Islas Canarias (Jorge), Barcelona (Ortiz), Andorra (La Casa) y Valladolid (González) y se reunían virtualmente a través de un BBS, "El Libro de Arena", comandado por Buky Torres. Con la llegada de Internet, en sus últimos años migraron a la Red de Redes.
Durante su existencia, BEM publicó reseñas de libros, editoriales, cuentos y novelas cortas, sobre todo de autores españoles, tales como Domingo Santos, Gabriel Bermúdez Castillo y Rafael Marín. Actualmente, el portal que hereda su nombre, BEM on Line, con los mismos editores, sigue la misma línea, publicando artículos y diferentes obras literarias relacionadas con la ciencia ficción. 